# Edward Woyniłłowicz
Edward Antoni Leonard Woyniłłowicz (spotykana jest także pisownia: Wojniłłowicz, biał. Эдвард Вайніловіч, Edvard Vajniłovič; ur. 13 października 1847 w majątku Ślepianka k. Mińska (obecnie Białoruś), zm. 16 czerwca 1928 w Bydgoszczy) – polski oraz białoruski działacz społeczny i gospodarczy, fundator kościoła św. Szymona i św. Heleny w Mińsku oraz Sługa Boży Kościoła katolickiego.

## Życiorys
Edward Woyniłłowicz urodził się 13 października 1847 roku w rodzinie ziemiańskiej Adama i Anny z Wańkowiczów. Rodzina Woyniłłowiczów, pieczętująca się herbem Syrokomla odmienna, od XVII wieku posiadała wielkie dobra ziemskie z główną siedzibą w pałacu w Sawiczach, niedaleko Nieświeża.
Edward Woyniłłowicz otrzymał gruntowną edukację: najpierw domową, następnie ukończył słynne Gimnazjum w Słucku i Petersburski Instytut Technologiczny. Po odbyciu stażu na terenie dzisiejszych Niemiec, podjął pracę w charakterze inżyniera fabrycznego w Petersburgu.
Po śmierci ojca odziedziczył majątek sawicki, w którym zamieszkał i prowadził życie ziemiańskie. Należał do Towarzystwa Rolniczego Mińskiego, w 1878 roku został jego wiceprzewodniczącym, a w kilka lat później sięgnął po prezesurę tej organizacji. W 1901 roku powołał Towarzystwo Pożyczkowo-Oszczędnościowe w Klecku.
W 1906 roku został wybrany do Rady Państwa, gdzie był przewodniczącym koła „Królestwa Polskiego, Litwy i Rusi”.
Na początku XX wieku brał udział w działalności białoruskiego ruchu narodowego, wspierał go finansowo, lecz wycofał się z niego, gdy górę w nim zaczęły brać prądy lewicowe. Jako fundator Woyniłłowicz finansował budowy nie tylko kościołów, lecz także cerkwi prawosławnych, był również założycielem komitetu obrony praw Żydów i Tatarów-muzułmanów w Klecku.
Woyniłłowicz znany jest także jako fundator pierwszego białoruskiego wydawnictwa „Zahlanie sonca i u nasza vakonca”, czasopism „Łuczynka” i „Sacha” oraz gazety „Nasza Niva”.
Wspierał powstanie w 1918 roku Białoruskiej Republiki Ludowej, należał do jej Rady, a w jego domu w Słucku mieścił się sztab powstańców słuckich.
Z żoną Olimpią z Uzłowskich miał córkę Helenę (ur. 1884  – zm. 1903) oraz syna Szymona (ur. 1885  – zm. 1897). Na cześć zmarłych dzieci ufundował w Mińsku kościół pod wezwaniem ich świętych patronów. Przez pewien czas przewodził również społecznemu komitetowi budowy tej świątyni.
Edward Woyniłłowicz wyemigrował z ojczystych stron wskutek oddania Mińszczyzny, wyzwolonej przez Wojsko Polskie, bolszewikom w październiku 1920 roku. Marian Zdziechowski ujawnił, iż delegaci Polski na rokowaniach pokojowych w Rydze, niechętni Woyniłłowiczowi, celowo tak przeprowadzili linię graniczną, aby jego majątek znalazł się po stronie sowieckiej. Swoje ostatnie lata życia związał z Bydgoszczą, gdzie zamieszkał w domu przy ulicy Zamoyskiego 4. Zmarł 16 czerwca 1928 roku. Został pochowany na Cmentarzu Starofarnym. Na jego grobie widnieje bolesny w wymowie napis: Traktatem ryskim z swej ziemi wygnany, deptać musiałem obce łany.

## Upamiętnienie

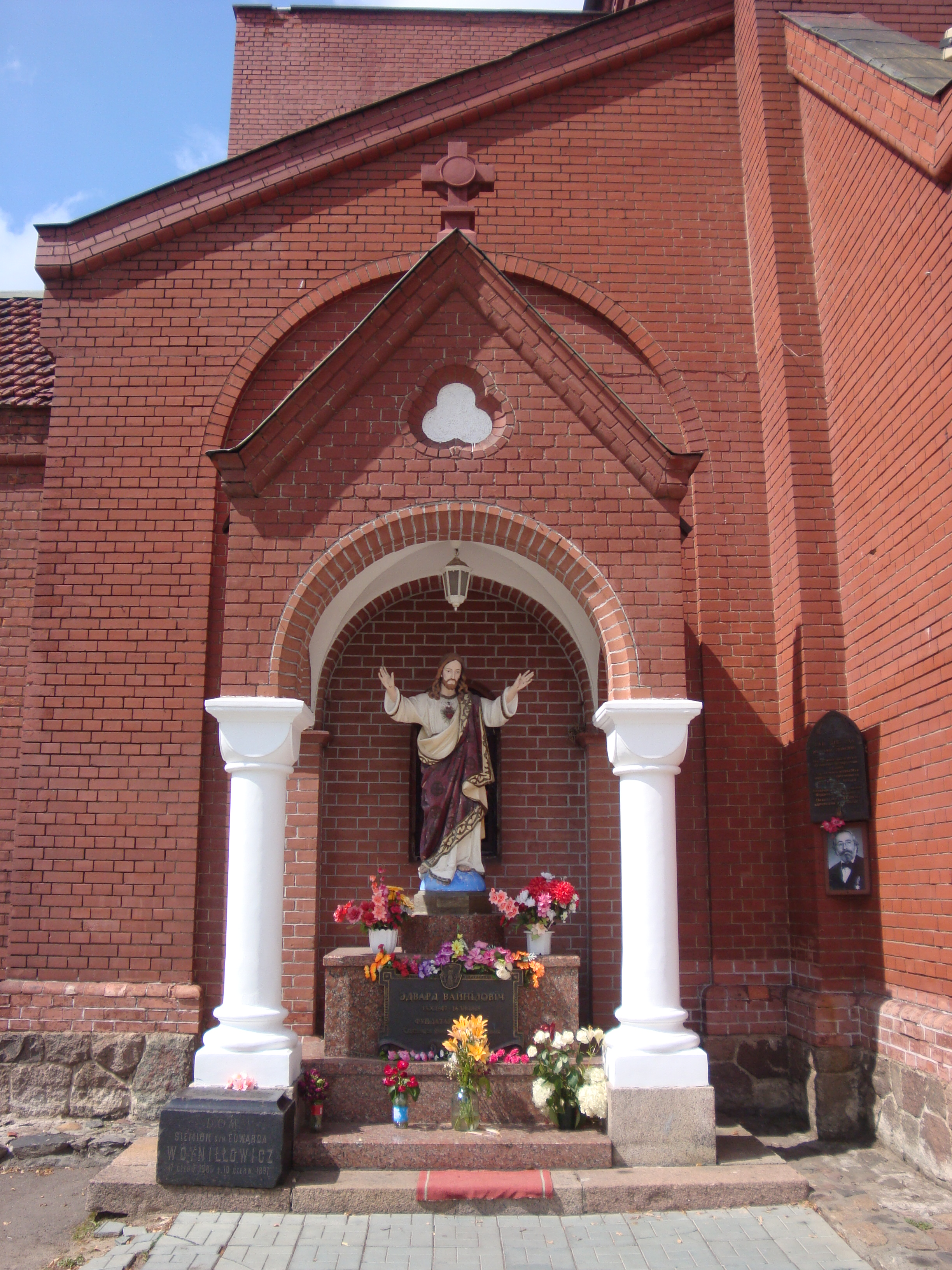
Kościół św. Szymona i św. Heleny w Mińsku - grób Edwarda Woyniłłowicza

- Latem 2006 roku zwłoki Edwarda Woyniłłowicza uroczyście przeniesiono i pochowano przy kościele pw. św. św. Szymona i Heleny przy placu Niepodległości w Mińsku. We wrześniu 2007 roku decyzją władz Mińska ulicy przy tym kościele nadano imię Edwarda Woyniłłowicza[3], jednak decyzja o zmianie nazwy ulicy została odwołana po sprzeciwie ze strony białoruskich komunistów[4].
- 29 lutego 2012 Rada Miasta Bydgoszczy nadała skwerowi znajdującemu się u zbiegu ulic Chodkiewicza i Ogińskiego nazwę „skwer Edwarda Woyniłłowicza”[5]. 16 czerwca 2012 w południe środowiska kresowe dokonały uroczystego odsłonięcia tablicy z nazwą skweru.
- 27 czerwca 2017 roku Rada Miasta Mińska nadała skwerowi niedaleko fundowanego przez niego kościoła św. Szymona i św. Heleny nazwę „skwer Edwarda Woyniłłowicza” (biał. сквер Эдварда Вайніловіча)[6][7].

## Ordery i odznaczenia
- Krzyż Komandorski Orderu Odrodzenia Polski – 2 maja 1923 „w uznaniu zasług, położonych dla Rzeczypospolitej Polskiej na polu pracy społecznej i narodowej w latach niewoli”[8][9]

## Publikacje
Opublikowano następujące jego pozycje książkowe:
- Edward Woyniłłowicz (wstęp Janusz Iwaszkiewicz): Wspomnienia 1847–1928. Cz. 1. Wilno: Księgarnia Józefa Zawadzkiego, 1931. Brak numerów stron w książce
- Edward Woyniłłowicz: Wspomnienia 1847–1928. Cz. 2. Warszawa: Klinika Języka, Lucyna Aninowska-Maciejewska, 2016. ISBN 978-83-64197-25-3. Brak numerów stron w książce

## Proces beatyfikacji
Z inicjatywy archidiecezji mińsko-mohylewskiej powstał pomysł wyniesienia go na ołtarze. Stolica Apostolska wyraziła zgodę na rozpoczęcie procesu beatyfikacji w 2015 wydając tzw. Nihil obstat, po czym 10 kwietnia 2016 w kościele św. Szymona i św. Heleny w Mińsku, uroczystą mszą świętą sprawowaną przez abp. Tadeusza Kondrusiewicza rozpoczął się ten proces na szczeblu diecezjalnym. Warto dodać, że jest to pierwszy proces beatyfikacyjny w historii Białorusi. Odtąd przysługuje mu tytuł Sługi Bożego.